# József Halzl

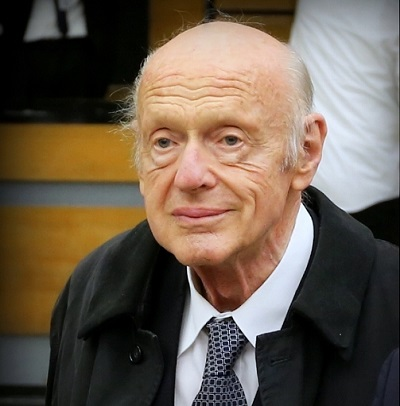
József Halzl (2018)

József Halzl (* 19. Dezember 1933 in Győr, Ungarn; † 13. November 2020) war ein ungarischer Maschinenbauingenieur, Mitgründer des Ungarischen Demokratischen Forums (MDF) und Ehrenvorsitzender des Rákóczi-Verbandes.

## Leben
Halzl stammte in väterlicher Linie aus Szenc (Senec, heute in der Slowakei), mütterlicherseits aus Sopronkeresztúr (heute: Deutschkreutz) im Burgenland (Österreich).
Er besuchte Schulen in Ács, Pannonhalma, Hatvan und zuletzt Budapest. Dort legte er am II. Rákóczi Ferenc-Gymnasium sein Abitur ab. Sein Maschinenbaustudium beendete er 1957 als Diplomingenieur an der Technischen Universität in Budapest, wo er anschließend auch promoviert wurde.
Vor dem politischen Systemwechsel von 1989 in Ungarn arbeitete József Halzl als Fachingenieur am Institut für Energieforschung (EGI), wo er sich mit Wärmekraftwerken befasste. Zwischen 1991 und 1994 war er Generaldirektor des größten Unternehmens Ungarns, der Ungarischen Elektrizitätswerke (Magyar Villamos Művek).
In der Zeit der politischen Wende schloss er sich dem Ungarischen Demokratischen Forum (MDF) an und amtierte eine Zeitlang als dessen Parteivorsitzender. Nach der Wende publizierte er sein Tagebuch aus der Zeit des Ungarischen Volksaufstands 1956. Er dokumentierte Ereignisse aus seiner Sicht als Student an der Technischen Universität.
Zwischen 1990 und 2018 war er Vorsitzender des Rákóczi-Verbandes; 2018 wurde er zu dessen Ehrenvorsitzendem gewählt.
Neben seiner Tätigkeit im Rákóczi-Verband befasste er sich mit der Organisation der Jugendgemeinschaft der katholischen Gemeinde in der Nachbarschaft Városmajor in Budapest, gleichzeitig war er Leiter der „Héra-Stiftung“ (Héra Alapitvány), die die Energieversorgung von Menschen in prekären Lebenslagen fördert.
József Halzl war verheiratet, hatte eine Tochter und war im II. Budapester Bezirk ansässig.

## Auszeichnungen
- János-András-Segner-Preis (1969)
- Géza-Szikla-Preis (1989)[6]
- Medaillon der Ungarischen Elektrizitätswerke (MVM) (1991)[7]
- János-Esterházy-Medaillon (2000)[8]
- Medaillon der Széchenyi-Gesellschaft (2009)[9]
- Ungarischer Erbe-Preis (2010)[10]
- Kommandantenkreuz des Ungarischen Verdienstordens, Zivilistenklasse (2011)
- Sankt-Stephan-Preis (Esztergom) (2013)[11]
- Kommandantenkreuz mit Stern des Ungarischen Verdienstordens (2016)[12]
- Sankt-Martin-Preis (2017)[13]
- Pro-Urbe-Budapest-Preis (2018)[14]
- Auszeichnung für Ungarische Jugend (2018)[15]
- Gábor-Bethlen-Preis (2019)[16]